# 古河電工パワーシステムズ
古河電工パワーシステムズ株式会社（ふるかわでんこうパワーシステムズ、：FURUKAWA ELECTRIC POWER SYSTEMS CO.,LTD.）は、古河グループの送配電システムに係る機材を製造する総合電力機材メーカーである。古河グループの3社と古河電気工業の配電事業を統合して設立された経緯があり、発電所から需要家までの送配電システム全域をカバー、取扱製品も多い。

## 主力製品・事業
- 送変電機材、架空配電機材
- 電力ケーブル接続用品、産業用コネクタ
- エフコ製品（絶縁テープ）
- 鉄道用製品、計測機器、溶接機器用機材、電力工事用工具類
- 各種導体、電力幹線システムなど

## 主要事業所
- 本社 - 神奈川県横浜市青葉区
- 長井事業所 - 山形県長井市
- 海老名事業所 - 神奈川県海老名市
- 横須賀事業所 - 神奈川県横須賀市
- 平塚事業所 - 神奈川県平塚市
- 大和事業所 - 神奈川県大和市
- 熊本事業所 - 熊本県菊池市
- 東北支店 - 宮城県仙台市
- 中部支社 - 愛知県名古屋市
- 関西支社 - 大阪府大阪市
- 九州支店 - 福岡県福岡市
- 最上試験線 - 山形県東田川郡庄内町
- 川西試験場 - 山形県東置賜郡川西町

## 沿革
- 2012年10月1日 - 旭電機、井上製作所、古河パワーコンポーネンツ及び古河電気工業の配電事業を統合。社名を古河電工パワーシステムズ株式会社へ変更。
- 2013年4月 - 古河電気工業から同社のエフコ製品部・電材部の事業を承継。
- 2016年9月 - 海老名事業所内に新工場建屋（加工品工場）完成。
- 2016年11月 - 横浜事業所の機能を海老名事業所内新工場へ移転。
- 2019年1月 - 大和事業所新設。（高機能製品事業部加工品平塚工場を移転）

### 旭電機株式会社
- 1946年 - 慶應義塾大学工学部の実験工場として発足。
- 1948年7月1日 - 業務の発展に伴い、創業者の森太郎（工学博士）を主脳として旭電機株式会社を創立。
- 1967年4月 - 山形県に長井工場設立（1968年操業開始）。
- 1969年12月 - 熊本県に熊本工場設立（1970年操業開始）。
- 1977年7月 - 川崎工場を閉鎖して製造拠点を長井、熊本の両工場に集約。本社を溝の口に移転。
- 1980年 - 長井工場がJIS表示工場となる。山形県立川町（現・庄内町）に実規模大のUHV最上試験線を建設。
- 1995年 - 中華人民共和国上海にて、上海旭線路金具有限公司設立。鋼構造物工事業（一般）取得。
- 1998年 - 電気工事業（特定）登録。ISO 9001認証を取得。
- 1999年8月 - 「溶融接続工法の開発・実用化」で鈴木賞受賞。中華人民共和国湖北省襄陽市に湖北旭通送電設備有限公司設立。本社・東京営業所を横浜市青葉区に移転。
- 2003年4月 - 環境マネジメントシステム・ISO 14001認証を取得。日光工場を設立。
- 2004年 - 「溶融接続工法の開発」で澁澤賞を受賞。
- 2007年 - 福祉事業推進活動で厚生労働大臣より表彰を受ける。当社のルーズスペーサが、第32回発明大賞にて「発明功労賞」を受賞。
- 2008年 - 「ギャロッピング対策用ルーズスペーサの開発」で、日本電気協会関東支部より「考案表彰最優秀賞」を受賞。
- 2010年3月 - 古河電気工業の100％子会社となる。

### 株式会社井上製作所
- 1919年10月 - 横浜市西区中央において井上製工所として事業開始。
- 1957年12月 - 古河電気工業が経営参加。
- 1968年2月 - 神奈川県に海老名工場設立、操業開始。
- 2008年10月 - 古河電気工業の完全子会社となる。

### 古河パワーコンポーネンツ株式会社
- 1963年5月 - 米国バーンディ社、古河電工、住友電工が共同で日本バーンディ株式会社を設立。
- 1965年4月 - 横浜製作所操業開始。
- 1980年12月 - 石岡製作所操業開始。
- 1999年1月 - 社名をFCIジャパン株式会社へ変更。
- 2000年12月 - 電力事業部が横須賀へ移転。
- 1993年9月 - 仏FCI傘下に参入。
- 2008年2月 - 古河電気工業がFCIジャパン株式会社の電力事業部門（横須賀事業所）を買収し、古河パワーコンポーネンツ株式会社として稼働開始。

## 主要関係会社

### 国内関係会社
- 株式会社日栄製作所
- 横倉鋳造有限会社

### 海外関連会社
- 天津古河電気部件有限公司　中華人民共和国天津市
- 上海古河電力設備有限公司　中華人民共和国上海市
- Furukawa Electric Power Systems(Thailand) Co., Ltd.　タイ